# احتجاج بالتعري

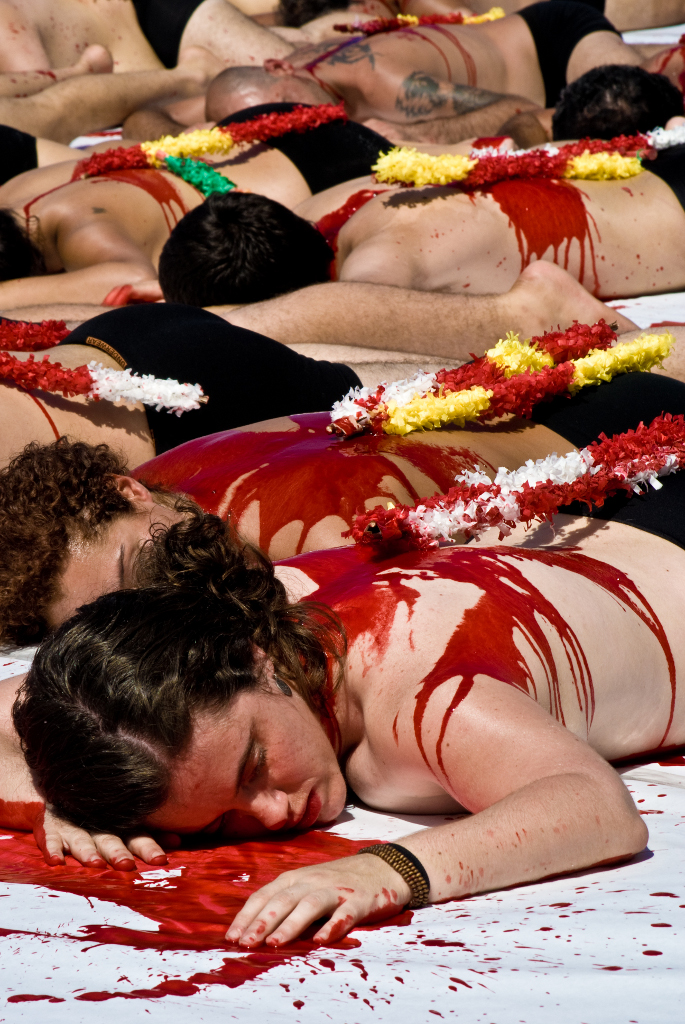
محتجون على مصارعة الثيران في إسبانيا

الاحتجاج بالتعري، هو أسلوب في الاحتجاج يقوم فيه المحتجون بالتعري بشكل كامل أو جزئي كوسيلة لإثارة الانتباه أو إظهار السخط من سياسة أو قانون ما بطريقة سلمية.
يعود تاريخ الاحتجاج بالتعري إلى فترة ما قبل العصور الوسطى ولعل الليدي غوديفا (1040 - 1070) أول مثال على ذلك عندما قامت بركوب صهوة حصانها عارية في مدينة كوفنتري البريطانية وذلك من أجل إقناع زوجها حاكم المدينة بتخفيض الضرائب على سكان المدينة.
عادة ما يرتبط الاحتجاج بالتعري بالاحتجاجات المناهضة للحروب ودعم حقوق الإنسان والاحتجاجات المرتبطة بحقوق الحيوان.